# Publi Furi Medul·lí Fus
Publi Furi Medul·lí Fus (en llatí Publius Furius Medullinus Fusus) va ser un magistrat romà del segle v aC. Formava part de la gens Fúria, una gens romana d'origen patrici de gran antiguitat.
Va ser cònsol l'any 472 aC i es va oposar a la rogatio presentada per Voleró Publili, tribú de la plebs, per la qual els tribuns de la plebs serien escollits en endavant pels comicis tribunats en lloc de pels comicis centuriats.

## Consolat
L'any 472 aC va ser escollit cònsol, juntament amb Luci Pinari Mamercí Ruf. Sota el seu consolat, el tribú de la plebs Voleró Publili va proposar una llei, la Lex Publilia Laetoria que proposava deixar la funció d'escollir els tribuns als comicis tribunats, esperant així excloure els patricis i els seus clients del vot i també privar-los d'influir sobre el resultat de l'escrutini.
Durant el seu consolat, va ser executada una vestal anomenada Orbinia, o Sunia, condemnada a mort per no haver respectat els seus vots com a sacerdotessa del culte a Vesta.
Segons Marc Terenci Varró, els dos cònsols van ser autors d'una llei, la Lex Pinaria Furia de mense intercalari, que proposava la intercalació per compensar els desplaçaments resultants d'un calendari basat en cicles lunars, afegint dies intercalats. És possible que la llei tingués intenció de transformar progressivament el calendari romà de base lunar cap a un calendari lunisolar amb una intercalació especial de 22 dies.

## Final de la carrera política
El 467 aC, un any després d'haver conquerit als volscs la ciutat marítima d'Antium, els romans hi van fundar una colònia. Fus var ser un dels triumviri agro dando, juntament amb Quint Capitolí Barbat i Aule Virgini Tricost Celiomontà II, encarregats de distribuir les terres als colons.
El 464 aC va ser llegat sota les ordres del seu germà Espuri Furi Medul·lí Fus, i el va acompanyar a la guerra contra els eques. Els romans van ser assetjats al lloc on havien acampat, i Fus es va trobar aïllat amb els seus soldats després d'haver provat d'escapar. Tots ells van morir.